# Медфорд (Орегон)
Медфорд (англ. Medford) — місто (англ. city) в США, адміністративний центр округу Джексон штату Орегон. Станом на 1 липня 2012 року, населення міста становить 76 462 особи.

## Географія
Серед довколишніх міст: Грантс-Пасс, Кламат-Фоллс, Ашленд, Розберг, Реддінг (Каліфорнія) та Кресент-Сіті (Каліфорнія). Медфорд розташоване за 369 км від Сейлема — столиці штату Орегон.
Медфорд розташований за координатами 42°20′13″ пн. ш. 122°51′15″ зх. д. / 42.33694° пн. ш. 122.85417° зх. д. (42.336896, -122.854244). За даними Бюро перепису населення США в 2010 році місто мало площу 66,66 км², з яких 66,65 км² — суходіл та 0,02 км² — водойми.

### Клімат
| Клімат : Медфорд                      | Клімат : Медфорд | Клімат : Медфорд | Клімат : Медфорд | Клімат : Медфорд | Клімат : Медфорд | Клімат : Медфорд | Клімат : Медфорд | Клімат : Медфорд | Клімат : Медфорд | Клімат : Медфорд | Клімат : Медфорд | Клімат : Медфорд | Клімат : Медфорд |
| Показник                              | Січ.             | Лют.             | Бер.             | Квіт.            | Трав.            | Черв.            | Лип.             | Серп.            | Вер.             | Жовт.            | Лист.            | Груд.            | Рік              |
| Абсолютний максимум, °C               | 21,7             | 26,1             | 30,0             | 35,6             | 39,4             | 43,9             | 46,1             | 45,6             | 43,3             | 37,2             | 26,7             | 22,2             | 46,1             |
| Середній максимум, °C                 | 8,8              | 12,4             | 15,3             | 18,3             | 22,9             | 27,6             | 32,6             | 32,6             | 28,6             | 21,1             | 11,7             | 7,7              | 19,9             |
| Середня температура, °C               | 4,6              | 6,8              | 9,1              | 11,6             | 15,4             | 19,3             | 23,4             | 23,2             | 19,3             | 13,3             | 7,1              | 4,1              | 13,1             |
| Середній мінімум, °C                  | 0,4              | 1,2              | 2,8              | 4,9              | 7,9              | 11,1             | 14,1             | 13,8             | 10,0             | 5,6              | 2,4              | 0,4              | 6,2              |
| Абсолютний мінімум, °C                | −19,4            | −14,4            | −10              | −6,1             | −2,2             | −0,6             | 3,3              | 3,9              | −1,7             | −7,8             | −12,2            | −23,3            | −23,3            |
| Норма опадів, мм                      | 61               | 51               | 43               | 35               | 33               | 16               | 7                | 10               | 14               | 29               | 76               | 89               | 465              |
| Днів з опадами                        | 13,1             | 11,4             | 12,0             | 10,6             | 8,4              | 4,2              | 2,1              | 1,9              | 3,4              | 7,1              | 14,0             | 14,4             | 102,6            |
| Днів зі снігом                        | 1,3              | 0,9              | 0,5              | 0,1              | 0                | 0                | 0                | 0                | 0                | 0                | 0,4              | 1,4              | 4,6              |
| ------------------------------------- | ---------------- | ---------------- | ---------------- | ---------------- | ---------------- | ---------------- | ---------------- | ---------------- | ---------------- | ---------------- | ---------------- | ---------------- | ---------------- |
| Джерело: NOAA (extremes 1911–present) |                  |                  |                  |                  |                  |                  |                  |                  |                  |                  |                  |                  |                  |

## Демографія
Згідно з переписом 2010 року, у місті мешкало 74 907 осіб у 30 079 домогосподарствах у складі 19 072 родин. Густота населення становила 1124 особи/км².  Було 32430 помешкань (486/км²).
Расовий склад населення:
| - 86,0 % — білих - 1,5 % — азіатів - 1,2 % — корінних американців - 0,9 % — чорних або афроамериканців - 0,5 % — вихідців з тихоокеанських островів - 6,0 % — осіб інших рас |

До двох чи більше рас належало 3,9 %. Частка іспаномовних становила 13,8 % від усіх жителів.
За віковим діапазоном населення розподілялося таким чином: 24,1 % — особи молодші 18 років, 59,7 % — особи у віці 18—64 років, 16,2 % — особи у віці 65 років та старші. Медіана віку мешканця становила 37,9 року. На 100 осіб жіночої статі у місті припадало 93,9 чоловіків;  на 100 жінок у віці від 18 років та старших — 90,8 чоловіків також старших 18 років.
Середній дохід на одне домашнє господарство  становив 57 318 доларів США (медіана — 41 931), а середній дохід на одну сім'ю — 64 206 доларів (медіана — 49 686). Медіана доходів становила 41 097 доларів для чоловіків та 32 438 доларів для жінок. За межею бідності перебувало 23,0 % осіб, у тому числі 32,1 % дітей у віці до 18 років та 9,3 % осіб у віці 65 років та старших.
Цивільне працевлаштоване населення становило 33 172 особи. Основні галузі зайнятості: освіта, охорона здоров'я та соціальна допомога — 26,3 %, роздрібна торгівля — 14,3 %, мистецтво, розваги та відпочинок — 11,8 %.

## Місто-побратим
- Альба, Італія[11][12]